# John Habgood
John Stapylton Habgood, baron Habgood (ur. 23 czerwca 1927 w Stony Stratford, zm. 6 marca 2019) – brytyjski duchowny anglikański, biskup Durham w latach 1973–1983, a następnie arcypiskup Yorku w latach 1983–1995. W latach 1973–1995 zasiadał w Izbie Lordów jako lord duchowny; po zakończeniu pełnienia posługi jako arcybiskup Yorku mianowany parem dożywotnim, jednakże zrezygnował z tego tytułu w 2011, jako jedna z pierwszych osób w ramach nowej procedury umożliwiającej podjęcie takiej decyzji.

## Życiorys

### Młodość i wykształcenie
John Habgood urodził się w Stony Stratford w hrabstwie Buckinghamshire, gdzie jego ojciec Arthur Henry Habgood pracował jako lekarz. W latach 1941–1945 uczył się w Eton College, a następnie rozpoczął naukę w King's College na Uniwersytecie w Cambridge na kierunku nauk przyrodniczych. Opuszczając liceum był ateistą, jednakże podczas pobytu na uniwersytecie powrócił do chrześcijaństwa w wieku 19 lat. W 1950 roku został zatrudniony na swojej macierzystej uczelni jako demonstrator w dziedzinie farmakologii, zaś w 1952 roku po obronie doktoratu otrzymał posadę wykładowcy w King's College w dziedzinie fizjologii, którą to posadę obejmował do roku 1955. 

### Kariera duchowna
Święcenia diakonatu przyjął w 1954, zaś prezbiteratu rok później, rozpoczynając posługę w kościele St Mary Abbots w dzielnicy Kensington w Londynie. W 1956 roku powrócił do Cambridge, gdzie objął posadę wiceprzewodniczącego Wescott House Theological College. Następnie w latach 1962-1967 był rektorem St John's Church w Jedburghu, zaś od 1967 do 1973 roku był dyrektorem (principal) The Queen's College w Birmingham. 
W 1973 został wyświęcony na biskupa Durham, którą to funkcję pełnił przez dziesięć lat. Wraz z otrzymaniem sakry biskupiej John Habgood został lordem duchownym w Izbie Lordów, której był aktywnym członkiem podobnie jak zaangażował się w działalność Brytyjskiego oraz Światowego Kongresu Kościołów. W 1983 został nominowany na stanowisko arcybiskupa Yorku, którym pozostał do 1995 roku. Równocześnie z zakończeniem tej posługi otrzymał tytuł lorda Habgood, który umożliwiał mu pozostanie członkiem Izby Lordów jako par dożywotni. Z tytułu tego zrezygnował w 2011 roku. Resztę życia spędził w Malton w hrabstwie Yorkshire, gdzie został pochowany po tym jak zmarł 6 marca 2019 roku w wieku 91 lat.

## Działalność
John Habgood w swoich tekstach podejmował szeroką tematykę od relacji na linii nauka-religia, do kwestii duszpasterskich i ekumenicznych. Był zwolennikiem ordynacji kobiet, argumentując to stwierdzeniem, że "Bóg nie jest ani mężczyzną, ani kobietą". Równocześnie w ramach zachowania kompromisowej pozycji, w swojej diecezji powołał do życia instytucję episkopalnych wizytatorów lokalnych (provincial episcopal visitors), tzw. "latających biskupów" (flying bishops), którzy mieli odprawiać nabożeństwa dla tych wiernych kościoła anglikańskiego, którzy nie zgadzali się na dopuszczenie kobiet do godności kapłańskiej.  

## Życie prywatne
W 1961 roku ożenił się z Rosalie Mary Anne Boston (zm. 2016), z którą miał dwie córki i dwóch synów. 